# 중국강제인증제도

중국강제인증제도(China Compulsory Certificate), CCC 제도, CCC 마크는 중화인민공화국 시장에 수입, 판매, 사용되는 수많은 제품에 대한 강제안전마크이다. 2002년 5월 1일 구현되었고 2003년 8월 1일 발효되었다.
중국의 2개의 이전 강제검사시스템 CCIB(1989년 도입되고 47개 분류의 제품에 필요한 안전마크)와 CCEE(7개 제품 분류의 전자상품을 위한 만리장성 마크)를 하나의 절차로 통합하여 나온 결과물이다.

## 같이 보기
- 공통평가기준
- 중화인민공화국 국가발전개혁위원회